# Philipp Sigismund von Braunschweig-Wolfenbüttel

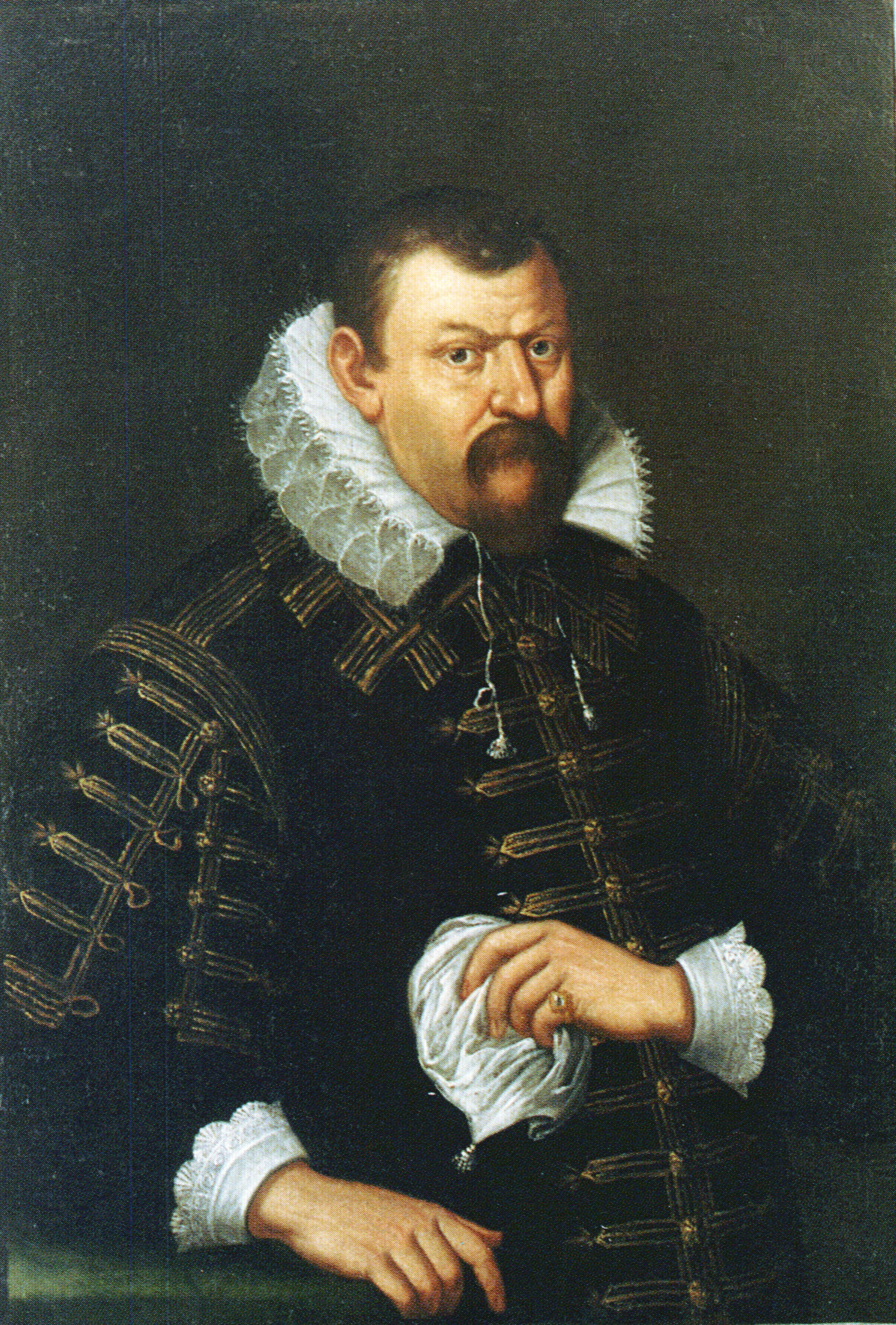
Philipp Sigismund

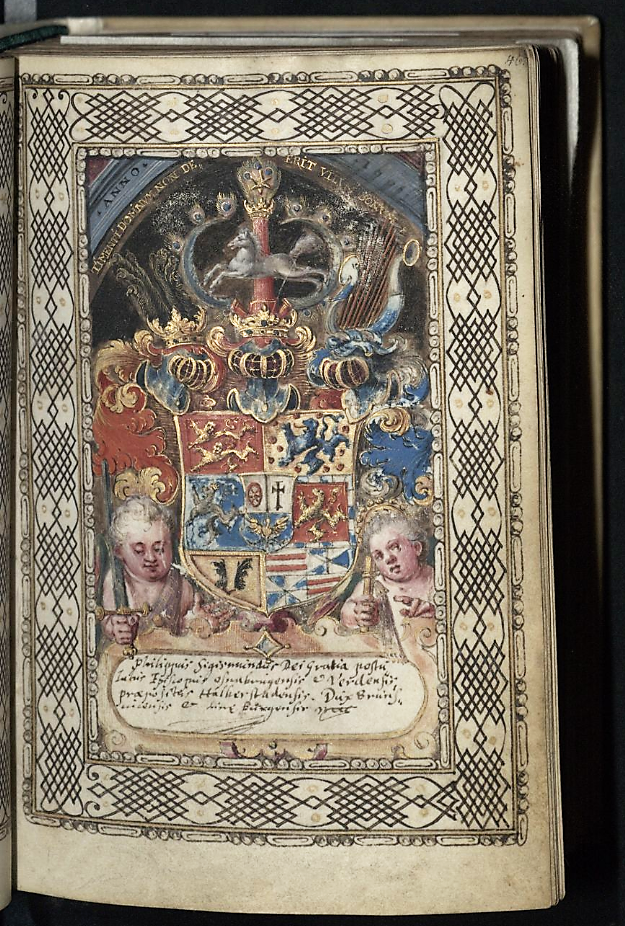
Wappen und Autograph Philipp Sigismunds im Stammbuch des David von Mandelsloh 1605

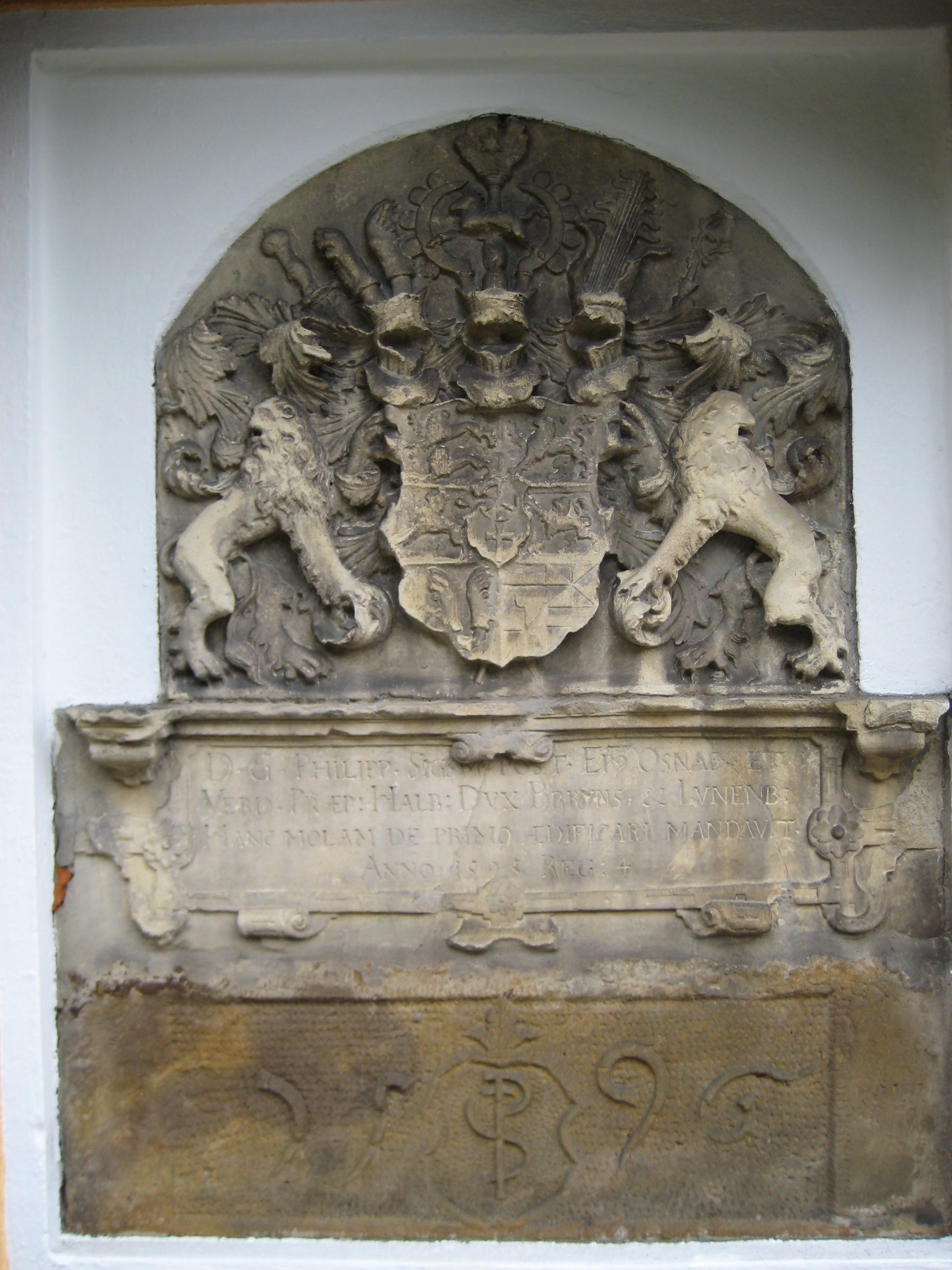
Wappen von Herzog Philipp Sigismund an der Schlossmühle in Bad Iburg

Philipp Sigismund Herzog von Braunschweig-Wolfenbüttel (auch: Philipp Siegmund, * 1. Juli 1568 auf Schloss Hessen; † 19. März 1623 in Iburg) war ein protestantischer Fürstbischof von Verden und Osnabrück.

## Leben
Philipp Sigismund war der zweite Sohn von Herzog Julius von Braunschweig-Wolfenbüttel. Er sollte eigentlich Bischof von Minden werden. Auf dieses Bistum hatte sein älterer Bruder Heinrich Julius, gleichzeitig Bischof von Halberstadt, im Jahr 1585 zugunsten seines Bruders Philipp Sigismund verzichtet. Allein die Formalien ließen sich nicht schnell genug bewerkstelligen und so wurde er stattdessen 1586 Nachfolger des verstorbenen Bischofs Eberhard von Holle in Verden. Allerdings ließ er sich als Protestant nie vom Papst in diesem Amt bestätigen und die Belehnung durch den Kaiser erhielt er auch erst 1598.
Im Jahr 1591 wurde er zusätzlich auch Fürstbischof im Hochstift Osnabrück. Weiterhin war er Domherr in Bremen und in Magdeburg sowie ab 1598 Dompropst am Dom zu Halberstadt. Bei der Aufteilung der Grafschaft Hoya 1589 erhielt er drei Ämter um Verden.
Philipp Sigismund lebte abwechselnd in seinen Residenzen Schloss Iburg und Rotenburg (Wümme), wo er sich um den Ausbau dieser verdient machte und beispielsweise 1595 auch das Jagdschlösschen (Bad Iburg) sowie die Schlossmühle errichtete. Das von ihm anstelle der vormaligen Burg Rotenburg errichtete Renaissanceschloss in Rotenburg wurde 1626 durch Tillys Truppen zerstört.
Im Hochstift Verden ließ er 1600 eine neue lutherische Kirchenordnung einführen; in seinem Osnabrücker Herrschaftsanteil hingegen blieb es beim konfessionell gemischten status quo. Philipp Sigismund förderte das 1595 gegründete protestantische Ratsgymnasium Osnabrück, achtete aber andererseits das in seiner Wahlkapitulation dem Domkapitel gegenüber abgegebene Versprechen, nichts gegen den katholischen Ritus zu unternehmen.
Im Stift Verden förderte er den Handel durch eine Reform des Münzwesens und in Osnabrück durch die Einführung der Leinenleggen, Prüfstellen zur Überwachung des in Hausindustrie hergestellten Leinens.
Er wurde im Dom zu Verden neben dem von ihm für seinen Großonkel Bischof Georg errichteten Grabmal in einem bereits 1594 hergestellten Sarkophag beigesetzt (seit der Renovierung von 1830 im südlichen Seitenschiff unter der Westempore).